# Amina Aghazadé
Amina Aghazadé, née le 26 mars 1980 à Bakou, est une femme politique azerbaïdjanaise, membre de VIe législature de l'Assemblée nationale d'Azerbaïdjan.

## Biographie
Amina Aghazadé est née le 26 mars 1980 à Bakou. Elle est diplômé de la faculté de droit de l'Université d'État de Bakou.
Elle parle anglais et russe.

### Carrière
Elle est membre du Comité de la politique juridique et de la construction de l'État de l'Assemblée nationale et du Comité de la défense, de la sécurité et de la lutte contre la corruption. Amina Aghazadé est à la tête du groupe de travail sur les relations interparlementaires Azerbaïdjan-Japon, membre des groupes de travail sur les relations avec les parlements d'Autriche, du Chili, de Géorgie, du Mexique, de Russie et d'Ukraine.
Elle est membre des délégations azerbaïdjanaises à l'Assemblée interparlementaire de la CEI et à l'Assemblée parlementaire de l'OSCE.

### Famille
Elle est mariée et a un enfant.